# Il più forte
Il più forte è una commedia di Giuseppe Giacosa. Venne rappresentata per la prima volta al Teatro Alfieri di Torino il 25 novembre 1904 dalla compagnia Gramatica-Talli-Calabresi. Tra gli attori della prima, Irma Gramatica (Flora), Ruggero Ruggeri (Silvio), Virgilio Talli (Edoardo) e Oreste Calabresi (Cesare Nalli).
Alla prima rappresentazione la commedia ottenne un buon successo. Piacquero soprattutto il terzo e specialmente il secondo atto, mentre il primo lasciò nel pubblico una certa delusione.
La commedia fu dedicata «ai miei amici Ernesto de Angeli e G. B. Pirelli in segno di vivissimo affetto».

## Trama

### Atto primo
Sala non sfarzosa ma elegante in casa Nalli.
Si sta festeggiando il sessantesimo compleanno di Cesare Nalli, ricco affarista, che ha accumulato una fortuna talvolta senza farsi scrupoli di rovinare i concorrenti. Egli stesso fa preziosi regali ai parenti invece di attenderne dagli altri. Cesare vive con la moglie Elisa e con il nipote Edoardo, figlio di una sorella morta da tempo, che vive da dissoluto approfittando delle ricchezze dello zio. Il figlio di Cesare ed Elisa, l'artista Silvio, dopo avere studiato a Londra vive a Roma con la moglie Flora, ma da qualche tempo sono tornati in casa di Cesare.
Tra le numerose persone che passano in casa Nalli per la festa, anche il signor Nori, segretario di Cesare, con il quale Cesare si intrattiene per parlare di affari. Cesare ordina al Nori di continuare la vendita di certe azioni, incurante del fatto, che il segretario gli fa notare, che ciò sarebbe la rovina della famiglia di banchieri Lamias, che si erano invece accordati con Cesare per l'acquisto di quelle azioni.
Giunge anche un amico di Silvio, Don Paolo, che aveva chiesto a Silvio di recarsi ad un Club di cui sono entrambi soci per votare contro l'adesione di un personaggio sgradito. Don Paolo vuole ora impedire a Silvio di recarsi al Club, perché ha saputo che qui uno dei Lamias, il giovane Fausto, attende Silvio, che è all'oscuro delle attività spregiudicate del padre, pronto ad insultarlo. Silvio si reca al Club senza che Don Paolo riesca a trattenerlo, e quando rientra è sconvolto perché Fausto ha dato del ladro a Cesare. Un altro motivo di apprensione per Silvio viene dal cugino Edoardo, di cui ha capito che sta facendo la corte a Flora.

### Atto secondo
Silvio ha sfidato a duello Fausto Lamias, ed è inquieto perché i padrini che ha scelto, Don Paolo e l'amico ingegnere Tallori, tardano. Prima di uscire per andarli a cercare saluta teneramente il padre, della cui assoluta onestà non riesce a dubitare.
Intanto Edoardo, che ha contratto un debito di sessantamila lire al gioco del macao, propone a Cesare, su richiesta dell'affarista Raspini, di finanziare la costruzione di un porto nella Repubblica dell'Equatore. Edoardo guadagnerebbe somme ingenti come intermediario. Ma Cesare conosce Raspini e sapendo che le sue iniziative sono inaffidabili rifiuta. Raspini però è anche creditore dei Lamias, e se questi andassero in rovina ci rimetterebbe una somma considerevole. Edoardo sa che Silvio vuole battersi e spiega a Cesare che Fausto sarebbe disposto a scusarsi se Cesare accettasse la proposta del Raspini. Cesare rifiuta ancora perché non vuole che i sentimenti entrino negli affari, ma la preoccupazione per le sorti di Silvio gli fa dire che sarebbe disposto a dare centomila lire a chi lo togliesse dal pericolo del duello. Edoardo esce.
Silvio riesce a rintracciare Don Paolo, che cerca inutilmente di accomodare la lite con Fausto. Don Paolo giunge a rivelare a Silvio i loschi maneggi del padre e gli dice che se Cesare evitasse ai Lamias il disastro economico Fausto potrebbe ritirare gli insulti. Ma Silvio si rifiuta ostinatamente di credere che vi possa essere disonestà nei comportamenti di Cesare.
Edoardo, ottimo sciabolatore, attratto dalla promessa di centomila lire fatta da Cesare, si reca da Fausto e lo schiaffeggia, cosicché Fausto non può fare a meno di sfidarlo a duello. Quando Silvio apprende che il duello con Edoardo avrà la precedenza sul suo, resta sconsolato.

### Atto terzo
Don Paolo ha procurato a Silvio dei documenti che gli hanno dimostrato senza più dubbi che la fortuna di Cesare è legata a disgrazie di altri. Silvio non vuole accettare di vivere da ricco se questo ha significato la povertà di qualcun altro, e decide che tornerà a Roma. Vorrebbe giustificare la partenza con la commissione urgente di alcuni quadri, poi una volta a Roma comunicherebbe al padre di rinunciare all'importante rendita che questo gli manda e vivrebbe solo della sua arte.
Silvio crede che Flora sia dalla sua parte, ma quando la mette al corrente del progetto e lei non accetta, si rende conto che anche la moglie sapeva delle maldicenze su Cesare e di essere stato l'unico ad ignorarle. Flora accusa Silvio di non conoscere la gente che lo circonda e Silvio si trova costretto ad ammettere che ciò è vero: non conosceva neppure Flora, in cui ora non vede più la sposa amata, ma una donna che rifiuta di partire con lui per paura di perdere la ricchezza.
Segue l'inevitabile confronto tra padre e figlio. Silvio rinfaccia a Cesare di avergli procurato la ricchezza con la disonestà, e Cesare si difende sostenendo che gli affari sono una lotta continua, che in passato anche lui è stato vittima di tranelli. Silvio è irremovibile: se il padre l'avesse educato fin dal principio al mondo spietato degli affari forse ora sarebbe dalla sua parte, ma Silvio è cresciuto con principi diversi e non riesce ad accettare le ricchezze di Cesare. Cesare è sconfortato, perché la ragione della sua vita è stata quella di procurare ricchezze al figlio. Tuttavia i due riescono a decidere di separarsi senza acredine e di continuare rivedersi ogni anno.
L'ultimo gesto Silvio lo riserva ad Edoardo. Incontratolo in casa, lascia intendere di aver saputo che la sfida a Fausto è dovuta a interessi economici, e lo apostrofa sprezzante: «Va a batterti: eroe!».